# 마피아 레코드의 음반
이 문서는 마피아 레코드에서 발매한 음반 목록이다.

## 2010년대
- 2012년 7월 12일 레드락 - [Digital Single] Good Times
- 2013년 8월 8일 와썹 - [Digital Single] Wa$$up[1]
- 2013년 9월 5일 와썹 - [Digital Single] Hotter Than A Summer[2]
- 2013년 11월 20일 와썹 - NOM NOM NOM
- 2013년 12월 17일 와썹 - [Digital Single] 라팜팜파
- 2014년 5월 19일 파로 - Part.1
- 2014년 5월 29일 와썹 - [Digital Single] Fire 2014
- 2014년 11월 21일 파로 - [Digital Single] No No No
- 2014년 11월 24일 와썹 - Showtime
- 2015년 3월 31일 파로 - [Digital Single] 연남동
- 2015년 8월 12일 스테파니 - [Digital Single] Prisoner[3]
- 2015년 9월 24일 스테파니 - [Digital Single] Blackout[4]
- 2015년 10월 13일 스테파니 - Top Secret[5]
- 2016년 2월 3일 와썹 - [Digital Single] 내 맘을 아냐고[6]
- 2016년 2월 3일 나다 - Home Work
- 2016년 4월 14일 파로 - [Digital Single] Sunset Beach (선셋비치)
- 2016년 5월 6일 스테파니 - [Digital Single] Tomorrow
- 2016년 7월 25일 파로 - [Digital Single] 서울살롱 (Seoul Salon)
- 2016년 8월 20일 나다 - 언프리티 랩스타 3 Track 3[7]
- 2016년 8월 27일 나다 - 언프리티 랩스타 3 Track 4
- 2016년 9월 10일 나다 - 언프리티 랩스타 3 Track 7
- 2016년 9월 17일 나다 - 언프리티 랩스타 3 1차 공연[8]
- 2016년 9월 24일 나다 - 언프리티 랩스타 3 1차 공연 & Semi Final[9]
- 2016년 10월 21일 스테파니 - [Digital Single] THE BODY SHOW 체조[10]
- 2016년 12월 23일 나다 - [Digital Single] 서래마을
- 2017년 3월 30일 와썹 - [Digital Single] Dominant Woman[11]
- 2017년 4월 13일 와썹 - COLOR TV
- 2017년 10월 13일 나리 - [Digital Single] THE UNI+ 마이턴 (My Turn)[12]
- 2017년 10월 27일 나리 - [Digital Single] THE UNI+ Shine[13]
- 2018년 1월 20일 나리 - [Digital Single] THE UNI+ G STEP 1